# ららぽーと沼津
ららぽーと沼津（ららぽーとぬまづ）は、静岡県沼津市にある三井不動産商業マネジメントが経営するショッピングセンターである。2019年（令和元年）10月4日にオープンした。

## 概要
本施設は、2017年（平成29年）3月31日の都市計画変更により市街化区域編入された土地の中核に立地し、沼津市におけるまちづくりの新たな拠点としての役割を担うとしている。同年11月9日に開発に着手、翌2018年（平成30年）6月1日に着工した。ちなみに建設前のこの場所は農地や駐車場・重機置き場などであった。
全国の人気店や地元の名店など、静岡県東部で初出店118店を含む全214店が出店している。年間売上目標は320億円。また、施設計画に合わせて、周辺道路の拡幅整備や当敷地内に3か所、合計約5,000 ㎡の緑地広場と路線バスが発着する交通広場などの整備を行う。
横幅10メートルを超える大型水槽を設置し、沼津が面する駿河湾に生息する深海魚を眺めながら飲食ができる。

## コラボ
静岡県沼津市が舞台のアニメ『ラブライブ!サンシャイン!!』とコラボレーション。このコラボレーションのために新規で描き下ろした「Aqours（アクア）」キャラクターは、ららぽーと総合案内所の制服風衣装を身に纏い、様々な施策に展開。

## シネマサンシャインららぽーと沼津
ららぽーと沼津開業と共にオープンしたシネマコンプレックス。10スクリーン・1,808席。
運営する佐々木興業は2006年4月からBiVi沼津内でシネマサンシャイン沼津を運営しているが、それに伴う統合は行われず、そのまま存続している。
| スクリーン | 座席数 | 車いす席 | 特別仕様                    | 音響設備              |
| ---------- | ------ | -------- | --------------------------- | --------------------- |
| 1          | 204    | 2        |                             | ドルビーサラウンド7.1 |
| 2          | 198    | 2        |                             | ドルビーサラウンド7.1 |
| 3          | 112    | 2        |                             | ドルビーサラウンド7.1 |
| 4          | 120    |          | ULTRA 4DX（旧・4DX Screen） | ドルビーサラウンド7.1 |
| 5          | 90     | 1        |                             | ドルビーサラウンド7.1 |
| 6          | 346    | 2        | BESTIA                      | DTS-X                 |
| 7          | 204    | 2        |                             | ドルビーサラウンド7.1 |
| 8          | 112    | 2        |                             | ドルビーサラウンド7.1 |
| 9          | 96     | 1        |                             | ドルビーサラウンド7.1 |
| 10         | 328    | 2        | IMAXレーザー                | 12chデジタルサウンド  |

- 3D上映（RealD）に対応しており、鑑賞時は通常料金に400円がプラスされる[8]。
- スクリーン4は、4DXとScreenXが融合した体感型アトラクションシアターである。シネマサンシャインとしては同年7月19日に開業したグランドシネマサンシャイン（池袋）に続く2サイト目[9]で、静岡県内としては初のScreenXシアターとなる[10]。通常料金に加え追加料金（1,400円）が必要[8]。
- スクリーン6は4Kレーザープロジェクションシステムと3D立体音響システムを融合した「BESTIA」仕様となっており[10]、鑑賞の際は通常料金に200円がプラスされる[8]。
- スクリーン9にはおやこペアシートが設置されており、親子で使用する際は一般料金と幼児・小学生料金、子供2名のみで使用する際は幼児・小学生料金2人分の料金が必要[8]。
- スクリーン10はIMAX4Kレーザーシステムを導入[10]。通常料金に加え追加料金（600円）が必要[8]。

## 交通
国道1号沼津バイパス沿いに立地している。
- 道路
  - 東名高速道路
    - 沼津IC
    - 愛鷹スマートIC

  - 新東名高速道路
    - 長泉沼津IC
    - 駿河湾沼津スマートIC
- 鉄道・バス
  - JR東海道線・御殿場線
    - 沼津駅南口から以下のバスに乗り、ららぽーと沼津で下車

| のりば | 系統番号 | 路線名       | 経由地                                                   | 行先           |
| ------ | -------- | ------------ | -------------------------------------------------------- | -------------- |
| 8      | 811      | 根方線       | 江原公園・西沢田                                         | ららぽーと沼津 |
| 8      | 812      | ららぽーと線 | 江原公園・バイパス                                       | ららぽーと沼津 |
| 8      | 813      | 根方線       | 江原公園・西沢田・ららぽーと沼津                         | 沼津市立病院   |
| 8      | 814      | 柳沢線       | 江原公園・西沢田・ららぽーと沼津・沼津市立病院           | 柳沢           |
| 8      | 815      | 根方線       | 江原公園・西沢田・ららぽーと沼津・沼津市立病院           | 東平沼         |
| 8      | 816      | 富士通線     | 江原公園・西沢田・ららぽーと沼津・沼津市立病院・太陽の丘 | 富士通前       |
| 8      | 819      | 富士通線     | 江原公園・西沢田・ららぽーと沼津・沼津市立病院           | 富士通前       |
| 8      | 821      | 根方線       | 本田町・西沢田                                           | ららぽーと沼津 |
| 8      | 822      | ららぽーと線 | 本田町・バイパス                                         | ららぽーと沼津 |
| 8      | 823      | 根方線       | 本田町・西沢田・ららぽーと沼津                           | 沼津市立病院   |
| 9      | 941      | 東海道線     | 大諏訪・沼津市立病院                                     | ららぽーと沼津 |

- 沼津駅北口から

| のりば | 系統番号 | 路線名       | 経由地           | 行き先         |
| ------ | -------- | ------------ | ---------------- | -------------- |
| 2      | 757      | ららぽーと線 | 江原公園・西沢田 | ららぽーと沼津 |

- 片浜駅・原駅から
  - 沼津市コミュニティバスH42ららぽーと・原団地・原駅線に乗り、ららぽーと沼津で下車

## 周辺
- 沼津市立病院

### 近隣SC
- サントムーン柿田川（駿東郡清水町）
- イオンタウン富士南（富士市の国道1号沿い）
- イオンモール富士宮
- BiVi沼津（JR東海道線沼津駅北口エリア）